# Носорог (журнал и издательство)
«Носорог» — независимый российский журнал и одноимённое издательство, выпускающее прозу, поэзию и философию. Журнал выходит с 2014 года, периодичность выпуска — 2-4 номера в год. Основан в 2014 году литераторами Катей Морозовой и Игорем Гулиным. В 2015 году к редакции присоединился Станислав Снытко. 

«„Носорог“ публикует прозу, поэзию и философию, но принципиально лишен критического и теоретического блоков — в этом смысле мы отличаемся от, например, классического толстого журнала. Мы с самого начала делали особый упор на дизайн, совмещая литературные тексты с живописью. Каждый номер составлен по коллажному принципу: разные стили и формы, слова и изображения, иногда лишь удерживающие напряжение, а зачастую собирающиеся в единое высказывание, как в случае специальных тематических номеров».
В 2021 году журнал удостоен Премии Андрея Белого в номинации «Литературные проекты и критика».

## Издательство
Издательство при журнале открыто в 2018 году. К 2022 году выпущены книги:
- Квентин Мейясу. «Число и сирена» Архивная копия от 6 декабря 2021 на Wayback Machine.
- Александр Скидан. «Путеводитель по N» Архивная копия от 6 декабря 2021 на Wayback Machine.
- Павел Пепперштейн. «Странствие по таборам и монастырям» Архивная копия от 6 декабря 2021 на Wayback Machine.
- Жан-Поль Сартр. «Венецианский затворник» Архивная копия от 6 декабря 2021 на Wayback Machine.
- Реза Негарестани. «Циклонопедия: соучастие с анонимными материалами» Архивная копия от 6 декабря 2021 на Wayback Machine.
- Шандор Мараи. «Свечи сгорают дотла» Архивная копия от 6 декабря 2021 на Wayback Machine.
- Шамшад Абдуллаев. «Другой юг» Архивная копия от 6 декабря 2021 на Wayback Machine.
- Тур Ульвен. «Расщепление» Архивная копия от 6 декабря 2021 на Wayback Machine.
- Эдуар Леве. «Автопортрет / Самоубийство» Архивная копия от 6 декабря 2021 на Wayback Machine.
- Джорджо Агамбен. «Пульчинелла, или Развлечения для детей» Архивная копия от 6 декабря 2021 на Wayback Machine.
- Милена Славицка. «Она» Архивная копия от 22 февраля 2022 на Wayback Machine.